# Titularbistum Aquaviva
Aquaviva (ital.: Acquaviva) ist ein Titularbistum der römisch-katholischen Kirche.
Es geht zurück auf einen Bischofssitz in der Stadt Acquaviva, die sich in der italienischen Region Latium befindet.
| Titularbischöfe von Aquaviva |                                                       |                                                        |                   |                 |
| Nr.                          | Name                                                  | Amt                                                    | von               | bis             |
| 1                            | Vicente Faustino Zazpe Titularerzbischof pro hac vice | Koadjutorerzbischof von Santa Fe (Argentinien)         | 3. August 1968    | 13. August 1969 |
| 2                            | Federico G. Limon SVD Titularerzbischof pro hac vice  | Koadjutorerzbischof von Lingayen-Dagupan (Philippinen) | 7. Januar 1972    | 7. Februar 1973 |
| 3                            | Luigi Rovigatti Titularerzbischof pro hac vice        | Weihbischof in Rom (Italien)                           | 10. Februar 1973  | 13. Januar 1975 |
| 4                            | Giovanni De Andrea Titularerzbischof pro hac vice     | Apostolischer Nuntius Kurienerzbischof                 | 14. April 1975    | 19. Januar 2012 |
| 5                            | Fortunatus Nwachukwu Titularerzbischof pro hac vice   | Apostolischer Nuntius Kurienerzbischof                 | 12. November 2012 |                 |